# Juan Diego Gil
Juan Diego Gil Sánchez es un deportista español que compitió en natación adaptada. Ganó una medalla de plata en los Juegos Paralímpicos de Barcelona 1992 en la prueba de 200 m espalda (clase B2).

## Palmarés internacional
| Juegos Paralímpicos | Juegos Paralímpicos | Juegos Paralímpicos | Juegos Paralímpicos |
| Año                 | Lugar               | Medalla             | Prueba              |
| ------------------- | ------------------- | ------------------- | ------------------- |
| 1992                | Barcelona (España)  | Medalla de plata    | 200 m espalda B2    |